# Invoke (スマートスピーカー)
Invoke (インヴォーク)はハーマン・カードンが開発したスマートスピーカー。Microsoftのパーソナルデジタルアシスタント「Cortana(コルタナ)」を搭載している 。Cortanaとの音声対話ではアラームの設定、事実、検索、天気、ニュース、交通や他のリアルタイム情報などの機能を提供する。加えて、スピーカーのCortanaと個人のMicrosoftアカウントとの統合によりカレンダー、リマインダー、通勤、予定表、特にホームオートメーション機能を利用できるようになる。
Spotify、iHeartRadio及びTuneInからの音楽ストリーミングをサポートしており、Skype(スカイプ)を利用した音声通話をサポートする最初のスマートスピーカーでもある 。スピーカーの内部は7つの遠方界マイク、3つのウーファー、3つのツイーター、2つのパッシブラジエーター、40ワットの増幅器で構成されている。

## 歴史
2016年12月、マイクロソフトは2017年に発売するコルタナ搭載のスマートスピーカーを開発するためハーマン・カードンと提携すると発表し 、デバイスのテーザー映像がYouTubeで公開された。
このデバイスは2017年10月2日に正式発表され 、2017年10月22日にMicrosoftストアや、ベスト・バイなどの選定小売業者において199ドル95セントで購入できるようになった 。ブラックフライデーのセールでは99ドルに値下げされた。

## 機能

### スタンドアロンオーディオ
ハーマン・カードンのInvoke自体がスタンドアロンのBluetoothワイヤレススピーカーとして機能し、オーディオストリーミング用にSpotify Connectに対応している。家庭用オーディオ機器メーカーが製造するInvokeはフルレンジ、360度サウンド用の3つのウーファーと3つのツイーター及び小さな筐体で低音のパフォーマンスを助ける２つのパッシブラジエーターで構成されている。

### Cortana
マイクロソフトのCortanaの搭載によりバーチャルアシスタント、音楽ストリーミング、ホームオートメーション、スカイプを通じた携帯・固定電話との着信・発信及びスカイプ同士の電話などのスマートスピーカーの機能がInvokeに搭載されている。
Cortanaはウェイクワードの「ヘイ、コルタナ」を言うかスピーカー上部の静電容量方式のタッチ面を3秒押し続けることで起動させることができる。Cortanaはその後Windows 10、Windows 10 Mobile、Windows Phone 8.1、Xbox One、iOS、Androidデバイスで操作する時と同じように音声コマンドを通じて操作できる。
Cortanaは個人のMicrosoftアカウントと同期しているため、Invokeはスマートフォンなどのユーザーが所有するコルタナ搭載の全てのデバイス間の相互運用性を提供しており、アポイントメント、リマインダー、リスト、場所、ライフスタイルのおすすめ、交通、通勤、配送、フライト、アラーム、天気及びニューストピックなどのユーザーのCortanaノートブックと同期を可能にしている。
Invokeはまたホームオートメーション、音楽ストリーミング及び他のモバイルアプリ統合などの機能を有効にするCortanaスキルキットにアクセスする。

### 電話の着信及び発信
Invokeはスカイプとの統合によりCortanaでハンズフリーの発信・受信ができる。

### ホームオートメーション
Cortanaを通してInvokeはInsteon、Nest、SmartThings、Wink及びPhilips Hueなどのホームオートメーションプラットフォームに対応している。
2018年2月16日、Microsoftは接続ホームスキルにecobee、Honeywell Lyric、　Honeywell Total connect Comfort、LIFX、TP-Link Kasa及びGeeniが追加されたと発表した。IFTTTのサポートも同じく追加された。

## 評価
初期のレビューではInvokeのハイエンドのデザインと製造品質の両方だけでなく、Amazon EchoやGoogle Homeなどの競合製品と比べて優れている音質を賞賛し、「音楽の質を重視する人にとっては魅力的な選択肢だ」と述べた
CNETのモリー・プライスはInvokeをAmazon EchoとGoogle Homeと比較し、Inovokeの金属のケース外装デザイン、スムーズな回転音量操作、タッチパッドに言及し「ハイエンドを感じ、それはAmazon EchoやGoogle Homeよりも値段が高いスマートスピーカーにとっては吉報だ」と述べた。彼女はまた「Invokeの360度サウンドはAmazonのEchoスピーカーよりもより完全な低音とより純粋な高音を提供している」と気づいた。別のCNET編集者のTy PendleburyはInovokeとAlexa対応のSonos Oneを比較し、「よく似合っていることがわかったが、各スピーカーは長所と短所を有していた」と述べた。
EngadgetのDevindra HardawarはInvokeの音質を絶賛し、「素晴らしいと思う、特にオーディオマニアにとってはよく合うものだ」とし、「比較するとInvokeの音ははるかに豊かで微妙な差異があるが、Echoはチープでフラットに聞こえる」と述べた。彼はまた以下のように述べInvokeの高い製造品質を指摘した。「製造品質において非常に大きな違いがある。Echoは完全にプラスチックでできているが、Inovokeはより高級感あるメタリックのケースが特長であり、プラスチックは底部周辺に少しあるだけだ。（音量）操作ダイアルさえEchoよりもかなりよく感じる。よりスムーズに回せられてハイエンドのオーディオギアの一部を操作していると感じる」と語った。HardawarはInvokeのオーディオデバイスとしての成功をハーマン・カードンのオーディオ機器業界における長年の歴史から信じた。
両方のレビューはまたマイクロソフトのCortanaは（Invokeの発売時点で）キルセットの点で他のアシスタントよりも遅れをとっていると言及したが、マイクロソフトとアマゾンのAlexaをCortanaへの統合とその逆のCortanaをAlexaに統合する提携でその不足は間もなく解決されると見られている。

## 関連リンク
- Amazon Echo
- Google Home
- HomePod